# 西廣寺
西廣寺（さいこうじ）は、兵庫県西宮市段上町（だんじょうちょう）にある、高野山真言宗の寺院。山号は、法輪山。境内には水天宮が併祀され、清荒神清澄寺、門戸厄神東光寺等と並ぶ、典型的な北摂地域の神仏習合寺院の一つである。

## 歴史

### 創建
西廣寺は、1785年（天明5年）3月に石造地蔵菩薩が建立されたのを契機として創建された。地蔵堂は荒廃した後、1974年（昭和49年）3月に再建された。

### 本尊
西廣寺の本尊は大日如来坐像。ヒノキ作り金箔仕上げの上に、金泥が施されるなど、後世にも幾つかの手が加えられている。
従来は1698年（元禄11年）に、備前国庄田山朝日寺から移されたという伝承があり、その製作も鎌倉時代と伝えられていたが、像各部の質感、伏眼や頬の表現、衣紋の彫刻、等から考えて、今日では室町時代のものと考えられている。

### 阪神大震災とその影響
1995年1月17日早朝に勃発した阪神・淡路大震災は西廣寺周辺の地域に甚大な影響を与え、西廣寺でも本殿・客殿を含む、殆どの建築物が全壊に近い被害を受けた。西廣寺は、その後、10年以上をかけて寺院の再建に励み、2008年1月の段階では客殿の再建に力を注いでいる。

## 行事
毎年、正月の三が日は、同寺の名物として知られる「雨蛙」が無料で配布される。

## 文化財

### 市指定文化財
- 大日如来坐像[1]

## 画像

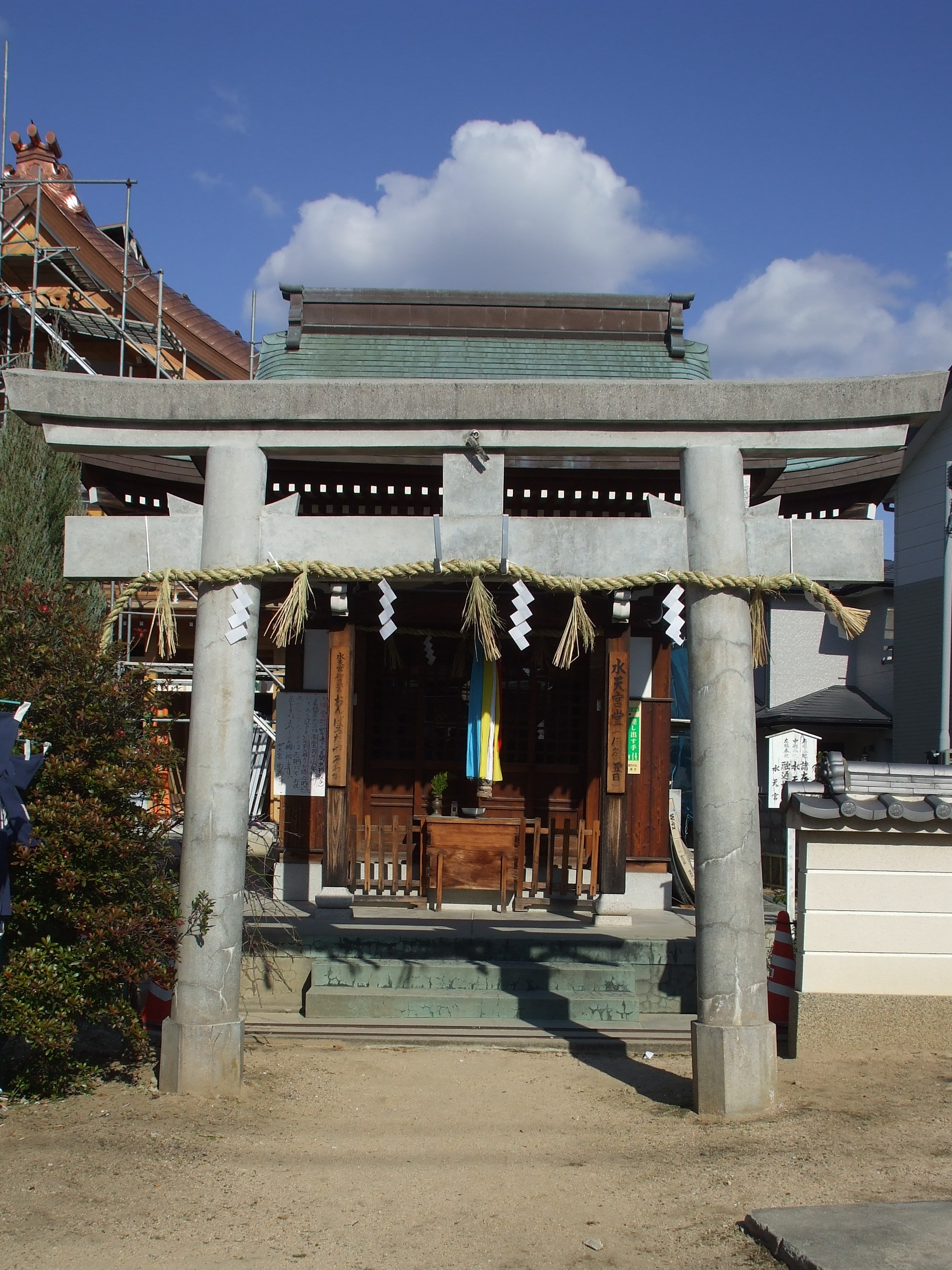
水天宮
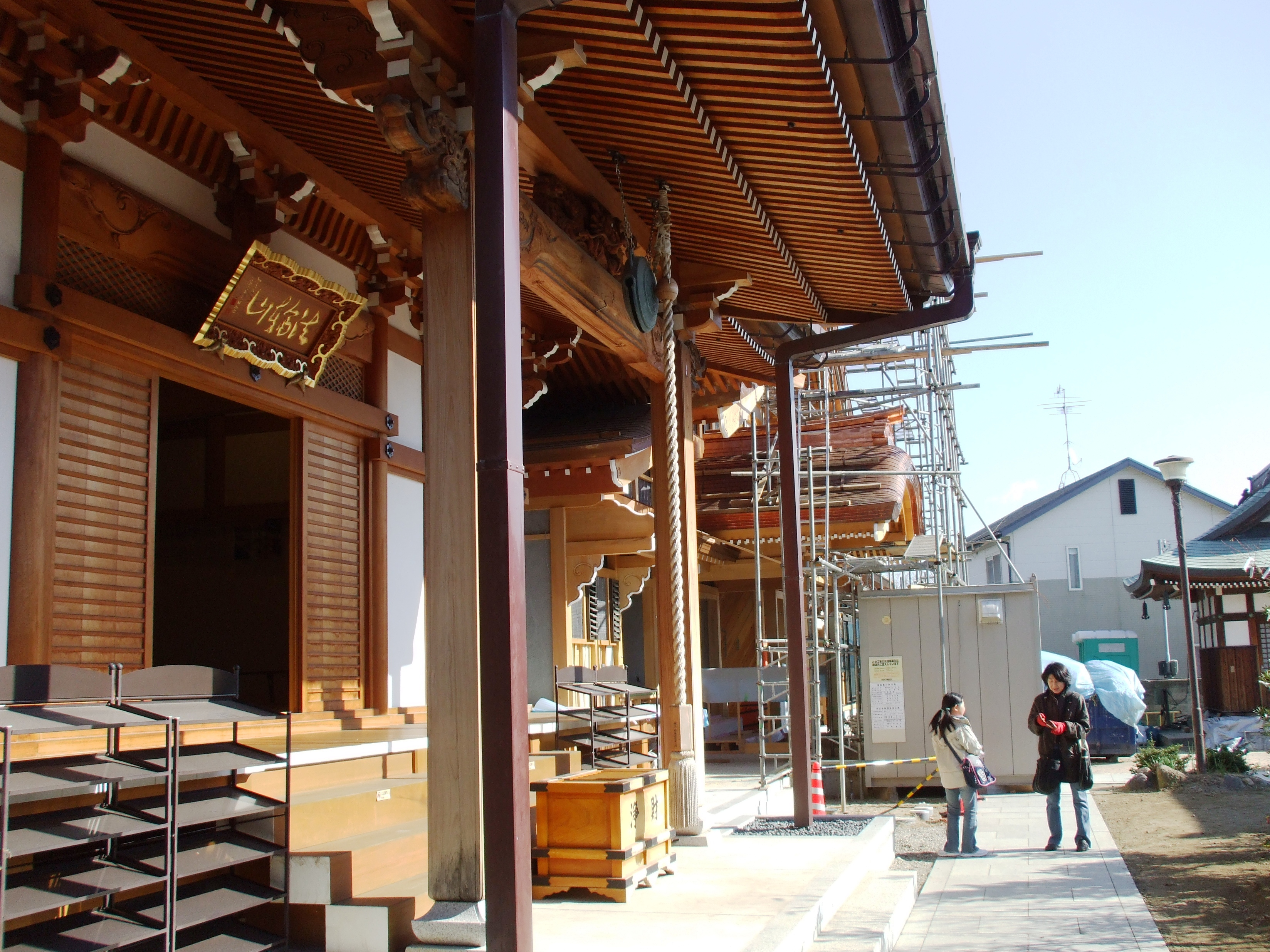
本堂
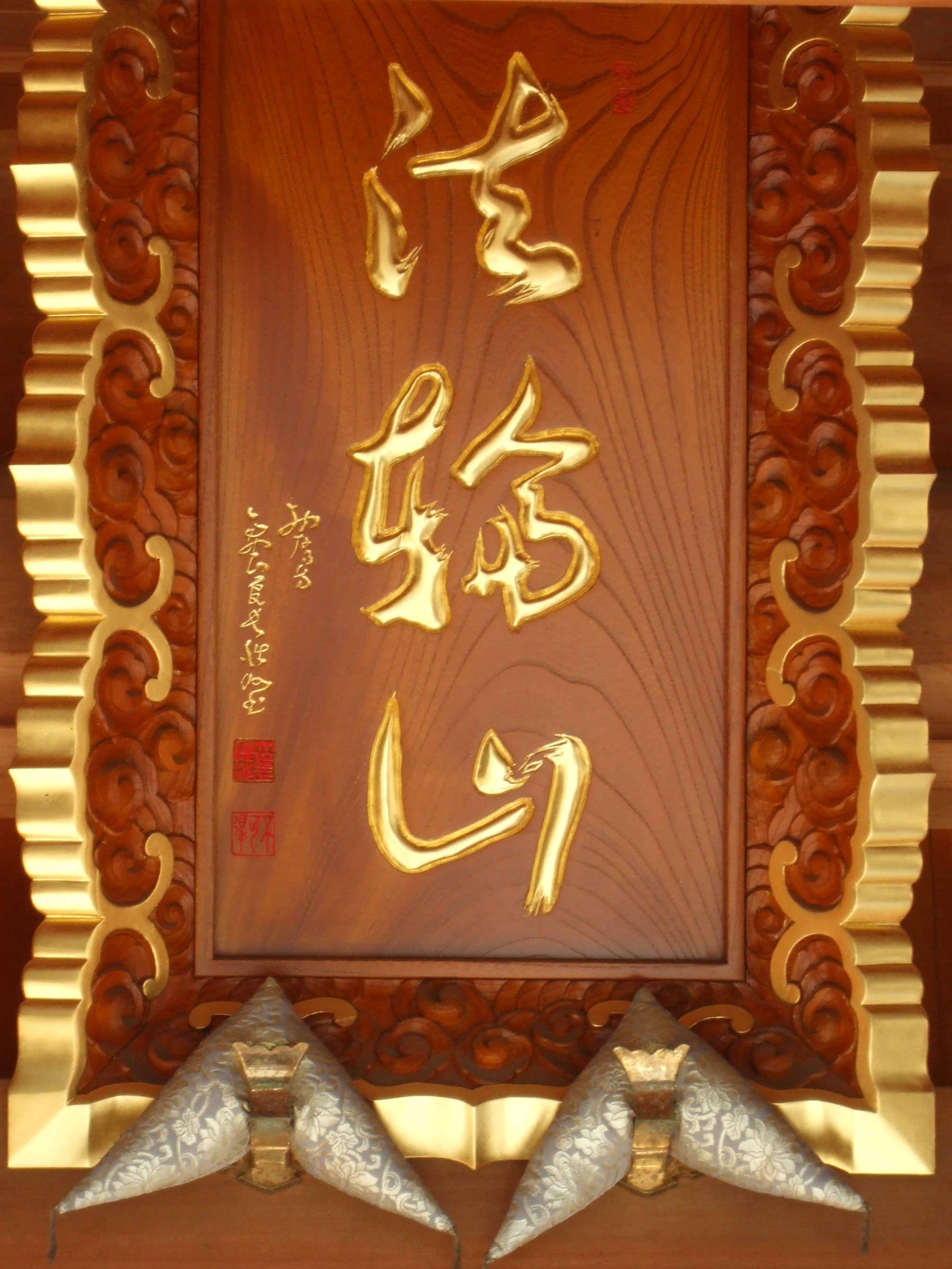
本堂に掲げられた寺額
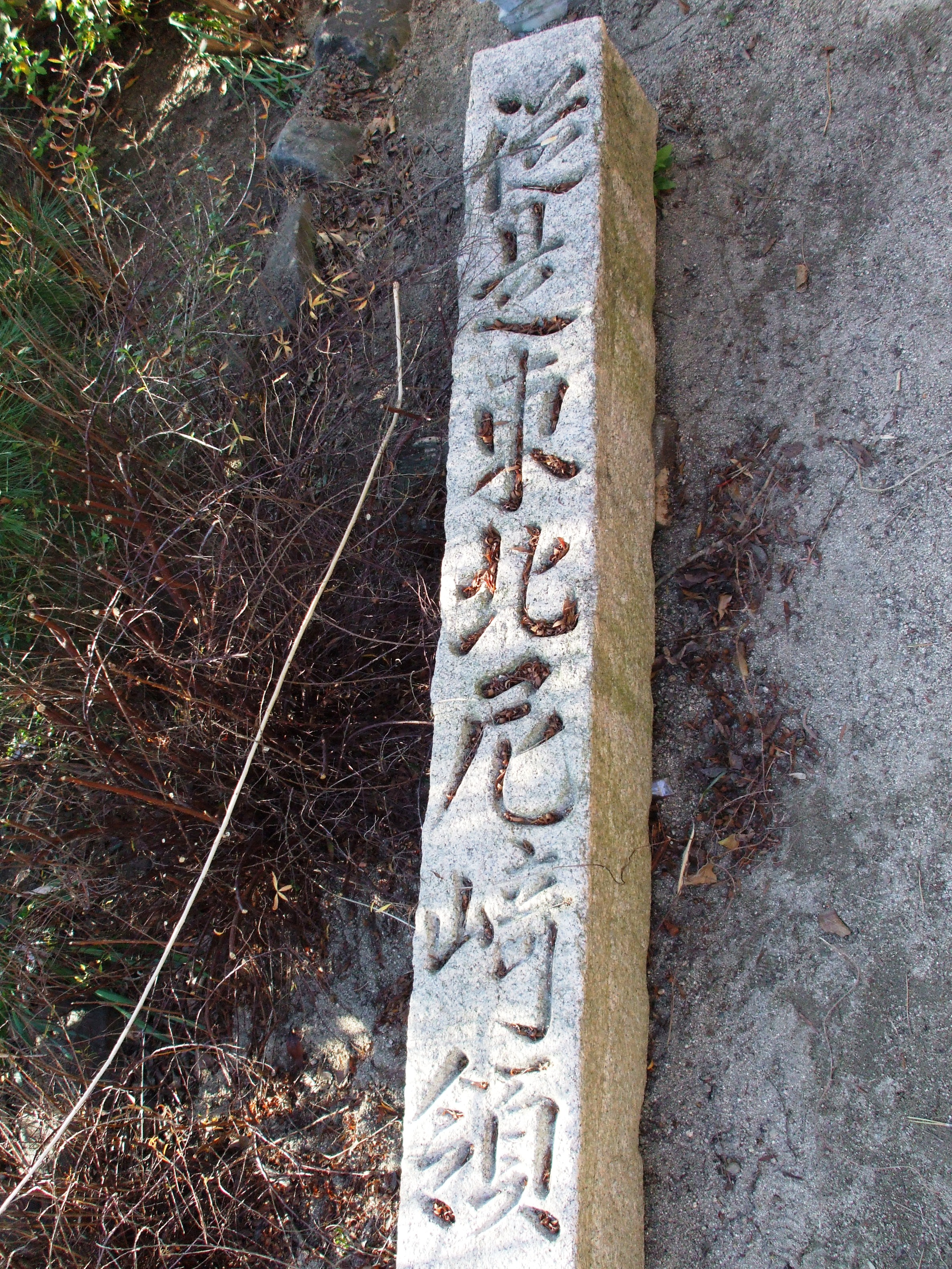
段上領界碑

## アクセス
- 阪急今津線甲東園駅下車徒歩約10分
- 境内自由。